# 第62回国民体育大会陸上競技
第62回国民体育大会陸上競技（だい62かいこくみんたいいくたいかいりくじょうきょうぎ）は、2007年10月5日から9日まで秋田県の秋田県立中央公園陸上競技場で開催された、第62回国民体育大会の陸上競技である。

## 競技種目
| 第60回 \| 第61回 \| 第62回 \| 第63回 \| 第64回 |
| ---------------------------------------------- |

- 男子
  - 100m （成年 , 少年A）
  - 200m （少年B）
  - 400m （成年 , 少年A）
  - 800m （少年A）
  - 1500m （成年）
  - 3000m （少年B）
  - 5000m （少年A）
  - 110mハードル （成年 , 少年A , 少年B）
  - 400mハードル （成年 , 少年A）
  - 3000m障害 （成年）
  - 5000m競歩 （少年共通）
  - 10000m競歩 （成年）
  - 4×100mリレー （成年少年共通）
  - 走高跳 （少年共通）
  - 棒高跳 （成年 , 少年A）
  - 走幅跳 （成年 , 少年B）
  - 三段跳 （少年A）
  - 砲丸投 （少年A）
  - 円盤投 （少年B）
  - ハンマー投 （成年 , 少年A）
  - やり投 （成年 , 少年A）

- 女子
  - 100m （成年 , 少年A）
  - 200m （少年B）
  - 400m （成年 , 少年A）
  - 800m （成年 , 少年B）
  - 1500m （少年A）
  - 3000m （少年共通）
  - 5000m （成年）
  - 100mハードル （成年 , 少年B）
  - 400mハードル （少年A）
  - 3000m競歩 （少年B）
  - 10000m競歩 （成年）
  - 4×100mリレー （成年少年共通）
  - 走高跳 （成年 , 少年共通）
  - 棒高跳 （少年共通）
  - 走幅跳 （成年 , 少年B）
  - 三段跳 （少年A）
  - 砲丸投 （成年 , 少年共通）
  - 円盤投 （少年A）
  - やり投 （成年 , 少年共通）

## 新記録
| 第60回 \| 第61回 \| 第62回 \| 第63回 \| 第64回 |
| ---------------------------------------------- |

今大会で生まれた新記録は次の通りである
| 種目                   | ラウンド | 結果     | 選手       | 都道府県 | 所属             | 記録               | 月日     | 記録                  |
| トラック               | トラック | トラック | トラック   | トラック | トラック         | トラック           | トラック | トラック              |
| ---------------------- | -------- | -------- | ---------- | -------- | ---------------- | ------------------ | -------- | --------------------- |
| 少年女子B 3000m競歩    | 決勝     | 1位      | 岡田久美子 | 埼玉     | 熊谷女子高校     | 14分13秒86         | 10月6日  | 大会新記録            |
| 少年女子B 3000m競歩    | 決勝     | 2位      | 中原舞     | 岐阜     | 大垣市立東中学校 | 14分24秒52         | 10月6日  | 大会新記録            |
| 少年男子A 110mハードル | 決勝     | 1位      | 中村仁     | 京都     | 洛南高校         | 14秒06 （0.0 m/s） | 10月8日  | 大会新記録            |
| 成年女子 10000m競歩    | 決勝     | 1位      | 小西祥子   | 大阪     | 大阪茗友クラブ   | 44分29秒56         | 10月8日  | 日本新記録 大会新記録 |
| 成年女子 10000m競歩    | 決勝     | 2位      | 川﨑真裕美 | 茨城     | 海老澤製作所     | 44分35秒34         | 10月8日  | 大会新記録            |
| フィールド             |          |          |            |          |                  |                    |          |                       |
| 少年男子A ハンマー投   | 決勝     | 1位      | 弓田倫也   | 栃木     | 文星芸術大学高校 | 65m63              | 10月5日  | 大会新記録            |
| 少年男子A ハンマー投   | 決勝     | 2位      | 野中直道   | 京都     | 園部高校         | 65m10              | 10月5日  | 大会新記録            |
| 少年女子A 三段跳       | 決勝     | 1位      | 前田和香   | 奈良     | 添上高校         | 12m76 （+0.9 m/s） | 10月7日  | 大会新記録            |

## 競技結果

### 男子

#### トラック
| 第60回 \| 第61回 \| 第62回 \| 第63回 \| 第64回 |
| ---------------------------------------------- |

| 種目                      | 金                                                                                               | 金                    | 銀 | 銀                  | 銅 | 銅                  |
| ------------------------- | ------------------------------------------------------------------------------------------------ | --------------------- | --- | ------------------- | --- | ------------------- |
| 成年 100m 詳細            | 塚原直貴 （東海大学） 長野                                                                       | 10秒23 （+0.4 m/s）   | 上野政英 （スポーツクラブV10） 石川                                                                                  | 10秒37 （+0.4 m/s） | 小島茂之 （アシックス） 兵庫                                                                           | 10秒42 （+0.4 m/s） |
| 少年A 100m 詳細           | 小林雄一 （保善高校） 東京                                                                       | 10秒35 （+4.1 m/s）   | 梶将徳 （白河旭高校） 福島                                                                                           | 10秒46 （+4.1 m/s） | 今泉真人 （鷹巣高校） 秋田                                                                             | 10秒48 （+4.1 m/s） |
| 少年B 200m                | 飯塚翔太 （藤枝明誠高校） 静岡                                                                   | 21秒71 （-1.7 m/s）   | 嵐川愛斗 （東海大学浦安高校） 千葉                                                                                   | 22秒14 （-1.7 m/s） | |                     |
| 少年B 200m                | 三輪将之 （中京大学中京高校） 愛知                                                               | 21秒71 （-1.7 m/s）   | 嵐川愛斗 （東海大学浦安高校） 千葉                                                                                   | 22秒14 （-1.7 m/s） | |                     |
| 成年 400m                 | 佐藤光浩 （富士通） 福島                                                                         | 46秒44                | 堀籠佳宏 （富士通） 宮城                                                                                             | 46秒65              | 内記正裕 （立命館大学） 滋賀                                                                           | 46秒67              |
| 少年A 400m                | 佐藤慧太郎 （青森北高校） 青森                                                                   | 47秒37                | 浦野晃弘 （広島皆実高校） 広島                                                                                       | 47秒65              | 濱野純平 （豊浦高校） 山口                                                                             | 47秒97              |
| 少年A 800m                | 粟津良介 （愛知工業大学名電高校） 愛知                                                           | 1分51秒85             | 岡昇平 （札幌国際情報高校） 北海道                                                                                   | 1分52秒21           | 岡﨑達郎 西大寺高校） 岡山                                                                             | 1分53秒41           |
| 成年 1500m                | 佐藤健太 （東京電力） 香川                                                                       | 3分54秒18             | 小林史和 （NTN） 三重                                                                                                | 3分54秒44           | 久保慶和 （四国電力高知） 高知                                                                         | 3分55秒21           |
| 少年B 3000m               | 田村優宝 （青森山田高校） 青森                                                                   | 8分21秒44             | 山野友也 （仙台育英学園高校） 宮城                                                                                   | 8分24秒83           | 志方文典 （西脇工業高校） 兵庫                                                                         | 8分24秒89           |
| 少年A 5000m               | 八木勇樹 （西脇工業高校） 兵庫                                                                   | 14分11秒97            | オンディバ・コスマス （山梨学院大学高校） 山梨                                                                       | 14分13秒94          | ポール・クイラ （仙台育英学園高校） 宮城                                                               | 14分16秒17          |
| 成年 110mハードル         | 内藤真人 （ミズノ） 愛知                                                                         | 13秒68 （-0.1 m/s）   | 田野中輔 （富士通） 千葉                                                                                             | 13秒89 （-0.1 m/s） | 大橋祐二 （ミズノ） 埼玉                                                                               | 13秒95 （-0.1 m/s） |
| 少年A 110mハードル        | 中村仁 （洛南高校） 京都                                                                         | 14秒06 （0.0 m/s） GR | 大室秀樹 （松山高校） 埼玉                                                                                           | 14秒51 （0.0 m/s）  | 川内裕太 （堀越高校） 東京                                                                             | 14秒57 （0.0 m/s）  |
| 少年B 110mハードル        | 矢澤航 （法政大学第二高校） 神奈川                                                               | 14秒36 （-0.5 m/s）   | 早川恭平 （長野吉田高校） 長野                                                                                       | 14秒53 （-0.5 m/s） | 安部孝駿 （玉野光南高校） 岡山                                                                         | 14秒61 （-0.5 m/s） |
| 成年 400mハードル         | 成迫健児 （ミズノTC） 大分                                                                       | 49秒09                | 杉町マハウ （日本ウェルネス） 群馬                                                                                   | 49秒79              | 笛木靖宏 （日本大学） 千葉                                                                             | 50秒75              |
| 少年A 400mハードル        | 記野友晴 （会津学鳳高校） 福島                                                                   | 51秒24                | 岸本鷹幸 （大湊高校） 青森                                                                                           | 51秒67              | 渡邉諒 （浜松市立高校） 静岡                                                                           | 51秒72              |
| 成年 3000m障害            | 菊池昌寿 （亜細亜大学） 栃木                                                                     | 8分51秒11             | 中川智博 （スズキ） 静岡                                                                                             | 8分51秒93           | 緒方孝太 （亜細亜大学） 熊本                                                                           | 8分55秒36           |
| 少年共通 5000m競歩        | 長岩大樹 （秋田工業高校） 秋田                                                                   | 20分42秒45            | 足澤徳人 （青森山田高校） 青森                                                                                       | 20分46秒15          | 大竹洋平 （成田高校） 千葉                                                                             | 20分53秒74          |
| 成年 10000m競歩           | 山崎勇喜 （長谷川体育施設） 富山                                                                 | 39分54秒47            | 森岡紘一朗 （順天堂大学） 長崎                                                                                       | 40分15秒79          | 鈴木雄介 （順天堂大学） 千葉                                                                           | 40分54秒15          |
| 成年少年共通 4×100mリレー | 東京 女部田亮 （東京高校） 新井智之 （クレーマーTC） 笹本英希 （中央大学） 小林雄一 （保善高校） | 40秒51                | 愛知 田中星次 （トヨタ自動車） 石黒遼人 （中京大学クラブ） 鈴木大介 （名古屋大谷高校） 三輪将之 （中京大学中京高校） | 40秒78              | 北海道 品田直宏 （筑波大学） 髙平慎士 （富士通） 柳澤純希 （函館大学有斗高校） 九嶋大樹 （札幌南高校） | 40秒98              |
| GR 大会新記録             |                                                                                                  |                       | |                     | |                     |

#### フィールド
| 第60回 \| 第61回 \| 第62回 \| 第63回 \| 第64回 |
| ---------------------------------------------- |

| 種目             | 金                                       | 金                  | 銀                                   | 銀                  | 銅                                   | 銅                  |
| ---------------- | ---------------------------------------- | ------------------- | ------------------------------------ | ------------------- | ------------------------------------ | ------------------- |
| 少年共通 走高跳  | 八木将紀 （東京学館新潟高校） 新潟       | 2ｍ12               | 藤田恵輔 （札幌国際情報高校） 北海道 | 2ｍ09               | 小野田学登 （修善寺工業高校） 静岡   | 2ｍ09               |
| 成年 棒高跳      | 澤野大地 （ニシスポーツ） 千葉           | 5ｍ55               | 鈴木崇文 （東海大学） 静岡           | 5ｍ50               | 有木健人 （ハートアンドハート） 愛知 | 5ｍ35               |
| 少年A 棒高跳     | 笹瀬弘樹 （浜松市立高校） 静岡           | 5ｍ20               | 佐小田孝一 （珠洲実業高校） 石川     | 4ｍ90               | 三浦優 （木更津総合高校） 千葉       | 4ｍ90               |
| 成年 走幅跳      | 品田直宏 （筑波大学） 北海道             | 7ｍ82 （+0.3 m/s）  | 荒川大輔 （大阪陸上競技協会） 大阪   | 7ｍ73 （+1.1 m/s）  | 大石博之 （三洋信販） 福岡           | 7ｍ66 （-0.5 m/s）  |
| 少年B 走幅跳     | 松下真樹 （滝川第二高校） 兵庫           | 6ｍ86 （+0.5 m/s）  | 佐久田健人 （那覇西高校） 沖縄       | 6ｍ80 （+0.2 m/s）  | 大枝優介 （岡山城東高校） 岡山       | 6ｍ80 （+2.1 m/s）  |
| 少年A 三段跳     | 松下翔一 （星稜高校） 兵庫               | 15ｍ19 （+2.2 m/s） | 長谷川大悟 （桐蔭学園高校） 神奈川   | 14ｍ95 （+2.2 m/s） | 有田壮志 （三国高校） 福井           | 14ｍ60 （-0.7 m/s） |
| 少年A 砲丸投     | 菅原和紀 （飯野川高校） 宮城             | 16ｍ49              | 玉木勝弘 （明鏡高校） 新潟           | 16ｍ42              | 鳥羽瀬貴仁 （四日市工業高校） 三重   | 16ｍ20              |
| 少年B 円盤投     | ディーン元気 （尼崎高校） 兵庫           | 52ｍ07              | 南星人 （南伊勢高校） 三重           | 48ｍ79              | 木村大樹 （商工高校） 神奈川         | 48ｍ51              |
| 成年 ハンマー投  | 野口裕史 （群馬綜合ガードシステム） 群馬 | 69ｍ17              | 土井宏昭 （ファイテン） 千葉         | 68ｍ66              | 遠藤彰 （国際武道大学大学院） 栃木   | 64ｍ20              |
| 少年A ハンマー投 | 弓田倫也 （文星芸術大学高校） 栃木       | 65ｍ63 GR           | 野中直道 （園部高校） 京都           | 65ｍ10 GR           | 高橋大地 （身延高校） 山梨           | 61ｍ85              |
| 成年 やり投      | 村上幸史 （スズキ） 愛媛                 | 76ｍ95              | 荒井謙 （七十七銀行） 岐阜           | 75ｍ65              | 山本一喜 （広大樟柳クラブ） 広島     | 72ｍ97              |
| 少年A やり投     | 山崎信 （東大和高校） 東京               | 70ｍ11              | 加藤拓也 （自由ケ丘高校） 福岡       | 67ｍ18              | 西田隆蔵 （口加高校） 長崎           | 66ｍ79              |
| GR 大会新記録    |                                          |                     |                                      |                     |                                      |                     |

### 女子

#### トラック
| 第60回 \| 第61回 \| 第62回 \| 第63回 \| 第64回 |
| ---------------------------------------------- |

| 種目                           | 金 | 金                  | 銀 | 銀                  | 銅 | 銅                  |
| ------------------------------ | --- | ------------------- | --- | ------------------- | --- | ------------------- |
| 成年 100m                      | 髙橋萌木子 （平成国際大学） 埼玉                                                                               | 11秒60 （+0.6 m/s） | 和田麻希 （龍谷大学） 京都                                                                                       | 11秒66 （+0.6 m/s） | 北風沙織 （北翔大学） 北海道                                                                                 | 11秒77 （+0.6 m/s） |
| 少年A 100m                     | 寺田明日香 （恵庭北高校） 北海道                                                                               | 11秒90 （+0.6 m/s） | 紫村仁美 （筑紫女学園高校） 福岡                                                                                 | 12秒02 （+0.6 m/s） | 阿部瑛美 （希望ヶ丘高校） 神奈川                                                                             | 12秒05 （+0.6 m/s） |
| 少年B 200m                     | 高橋優香 （上山明新館高校） 山形                                                                               | 25秒19 （+0.8 m/s） | 江藤早苗 （熊本信愛女学院高校） 熊本                                                                             | 25秒37 （+0.8 m/s） | 山本優香 （三鷹市立第一中学校） 東京                                                                         | 25秒44 （+0.8 m/s） |
| 成年 400m                      | 久保倉里美 （新潟アルビレックスRC） 新潟                                                                       | 54秒61              | 青木沙弥佳 （福島大学） 岐阜                                                                                     | 55秒09              | 木田真有 （ナチュリル） 北海道                                                                               | 55秒17              |
| 少年A 400m                     | 﨑山綾華 （東大阪大学敬愛高校） 大阪                                                                           | 55秒04              | 馬渕奏 （西京高校） 京都                                                                                         | 55秒38              | 西田結花 （聖カタリナ女子高校） 愛媛                                                                         | 55秒58              |
| 成年 800m                      | 丹野麻美 （福島大学） 福島                                                                                     | 2分05秒69           | 渡辺なつみ （福島大学） 新潟                                                                                     | 2分06秒31           | 山下沙織 （大阪体育大学大学院） 奈良                                                                         | 2分07秒46           |
| 少年B 800m                     | 越谷奈都美 （新島学園中学校） 群馬                                                                             | 2分13秒03           | 鈴木亜由子 （時習館高校） 愛知                                                                                   | 2分13秒15           | 綾部沙紀 （佐野市立北中学校） 栃木                                                                           | 2分13秒55           |
| 少年A 1500m                    | フェリスタ・ワンジュグ （青森山田高校） 青森                                                                   | 4分19秒45           | 竹中理沙 （立命館宇治高校） 京都                                                                                 | 4分20秒56           | オバレ・ドリカ （山梨学院大学高校） 山梨                                                                     | 4分22秒98           |
| 少年共通 3000m                 | フェリスタ・ワンジュグ （青森山田高校） 青森                                                                   | 9分06秒94           | 絹川愛 （仙台育英学園高校） 宮城                                                                                 | 9分07秒30           | 前田美江 （興譲館高校） 岡山                                                                                 | 9分14秒85           |
| 成年 5000m                     | 赤羽有紀子 （ホクレン） 栃木                                                                                   | 15分22秒73          | 清家愛 （シスメックス） 愛媛                                                                                     | 15分38秒80          | 那須川瑞穂 （アルゼAC） 岩手                                                                                 | 15分38秒84          |
| 成年 100mハードル              | 石野真美 （長谷川体育施設） 千葉                                                                               | 13秒53 （-1.0 m/s） | 佐藤由紀 （福岡大学） 宮崎                                                                                       | 13秒72 （-1.0 m/s） | 熊谷史子 （北海道ハイテクAC） 福井                                                                           | 13秒89 （-1.0 m/s） |
| 少年B 100mハードル             | 清山ちさと （宮崎商業高校） 宮崎                                                                               | 14秒04 （-0.6 m/s） | 相馬絵里子 （秋田和洋女子高校） 秋田                                                                             | 14秒20 （-0.6 m/s） | 西川佳那 （添上高校） 奈良                                                                                   | 14秒35 （-0.6 m/s） |
| 少年A 400mハードル             | 西村藍 （小松商業高校） 石川                                                                                   | 58秒85              | 米田和 （東大阪大学敬愛高校） 大阪                                                                               | 59秒28              | 千葉緑 （弘前中央高校） 青森                                                                                 | 59秒81              |
| 少年B 3000m競歩                | 岡田久美子 （熊谷女子高校） 埼玉                                                                               | 14分13秒86 GR       | 中原舞 （大垣市立東中学校） 岐阜                                                                                 | 14分24秒52 GR       | 柏木衿香 （就実高校） 岡山                                                                                   | 14分40秒68          |
| 成年 10000m競歩                | 小西祥子 （大阪茗友クラブ） 大阪                                                                               | 44分29秒56 NR , GR  | 川﨑真裕美 （海老澤製作所） 茨城                                                                                 | 44分35秒34 GR       | 大利久美 （日本女子体育大学） 東京                                                                           | 45分46秒90          |
| 成年少年共通 4×100mリレー      | 北海道 加納由梨 （函館中部高校） 北風沙織 （北翔大学） 福島千里 （北海道ハイテクAC） 寺田明日香 （恵庭北高校） | 46秒00              | 福島 佐藤有希恵 （日本大学東北高校） 丹野麻美 （福島大学） 栗本佳世子 （ナチュリル） 武石この実 （会津学鳳高校） | 46秒59              | 千葉 永田栞菜 （市立船橋高校） 岡部奈緒 （筑波大学） 渡辺多恵 （市立船橋高校） 河野千波 （東京女子体育大学） | 46秒73              |
| NR 日本新記録 \| GR 大会新記録 | |                     | |                     | |                     |

#### フィールド
| 第60回 \| 第61回 \| 第62回 \| 第63回 \| 第64回 |
| ---------------------------------------------- |

| 種目            | 金                                     | 金                     | 銀                                 | 銀                  | 銅                                         | 銅                  |
| --------------- | -------------------------------------- | ---------------------- | ---------------------------------- | ------------------- | ------------------------------------------ | ------------------- |
| 成年 走高跳     | 青山幸 （吹田市立第一中学校教員） 大阪 | 1ｍ82                  | 藤沢潔香 （ファイテン） 千葉       | 1ｍ75               | 石塚優子 （福岡大学クラブ） 福岡           | 1ｍ69               |
| 少年共通 走高跳 | 松本真由子 （岡山東商業高校） 岡山     | 1ｍ75                  | 松尾智美 （長崎南高校） 長崎       | 1ｍ72               | 駒場萌美 （鳥取西高校） 鳥取               | 1ｍ72               |
| 少年共通 棒高跳 | 住石智子 （木更津総合高校） 千葉       | 3ｍ90                  | 今野美穂 （草加高校） 埼玉         | 3ｍ60               | 尾上裕香 （磐田農業高校） 静岡             | 3ｍ40               |
| 成年 走幅跳     | 池田久美子 （スズキ） 静岡             | 6ｍ23 （0.0 m/s）      | 岡山沙英子 （広島JOC） 広島        | 6ｍ18 （+0.3 m/s）  | 中田有紀 （日本保育サービス） 愛知         | 6ｍ00 （-1.2 m/s）  |
| 少年B 走幅跳    | 石原真依 （英明高校） 香川             | 5ｍ95 （+2.8 m/s）     | 平加有梨奈 （恵庭北高校） 北海道   | 5ｍ81 （+3.5 m/s）  | 五十嵐麻央 （会津若松市立第三中学校） 福島 | 5ｍ64 （+3.0 m/s）  |
| 少年A 三段跳    | 前田和香 （添上高校） 奈良             | 12ｍ76 （+0.9 m/s） GR | 吉田麻佑 （県立岐阜商業高校） 岐阜 | 12ｍ44 （+1.6 m/s） | 田澤愛 （松本深志高校） 長野               | 12ｍ40 （+0.5 m/s） |
| 成年 砲丸投     | 豊永陽子 （生光学園高校教員） 徳島     | 16ｍ76                 | 美濃部貴衣 （筑波大学） 静岡       | 15ｍ02              | 白井裕紀子 （草津養護学校教員） 滋賀       | 14ｍ94              |
| 少年共通 砲丸投 | 大谷優貴乃 （添上高校） 奈良           | 14ｍ44 GR              | 鈴木梨枝 （東京高校） 東京         | 14ｍ12              | 茂山千尋 （宇治山田商業高校） 三重         | 13ｍ79              |
| 少年A 円盤投    | 髙橋亜弓 （宮城県第三女子高校） 宮城   | 43ｍ33                 | 北垣真里 （尼崎高校） 兵庫         | 42ｍ65              | 小島萌実 （安曇川高校） 滋賀               | 42ｍ30              |
| 成年 やり投     | 小島裕子 （東京茗友クラブ） 東京       | 50ｍ95                 | 松本百子 （南島原TAC） 長崎        | 50ｍ52              | 中野美沙 （筑波大学大学院） 和歌山         | 48ｍ76              |
| 少年共通 やり投 | 吉川麻里 （添上高校） 奈良             | 49ｍ66                 | 樫尾菜花 （明石商業高校） 兵庫     | 46ｍ24              | 松本葵 （神辺旭高校） 広島                 | 45ｍ52              |
| GR 大会新記録   |                                        |                        |                                    |                     |                                            |                     |